# Конвой Рабаул — Трук (07.04.43 — 13.04.43)
Конвой Рабаул — Трук (07.04.43 — 13.04.43) — японський конвой часів Другої світової війни, проведення якого відбувалось у квітні 1943 року.
Конвой сформували для проведення групи транспортних суден із Рабаула — головної бази в архіпелазі Бісмарка, з якої японці провадили операції на Соломонових островах та сході Нової Гвінеї. До складу конвою увійшли транспорти «Тою-Мару», «Кофуку-Мару», «Ояма-Мару» та «Акагісан-Мару». Їх ескорт забезпечували мисливці за підводними човнами CH-18 та CH-39.
7 квітня 1943 року судна вийшли з Рабаула та попрямували на північ. Опівночі 9 квітня за три з половиною сотні кілометрів на північ від острова Новий Ганновер підводний човен Drum випустив 3 торпеди по «Ояма-Мару», одна з яких потрапила у судно. «Ояма-Мару» затонуло, при цьому загинуло 4 члени екіпажу.
Уранці 10 квітня Drum знову атакував, обравши ціллю «Акагісан-Мару». На початку січня при слідуванні від Рабаула це судно вже було пошкоджене іншою субмариною та повернулося до вихідного порту, де кілька місяців проходило ремонт. І цього разу «Акагісан-Мару» було торпедоване, проте не затонуло (буде потоплене у грудні 1944 року під час доставки підкріплень на філіппінський острів Лейте)
Уранці 13 квітня конвой прибув на Трук (Чуук) у східній частині Каролінських островів (до лютого 1944 року виконував роль транспортного хабу, через який провадились операції та йшло постачання японських сил у кількох архіпелагах).